# شهينان (نمة شير)
شهینان (بالفارسية: شهینان) هي قرية تقع في إيران في قسم نمة شیر الريفي. يقدر عدد سكانها بـ 113 نسمة بحسب إحصاء 2016.